# Деладвез, Степан Францевич
Степан Францевич Деладвез, де Ладвез, Делядевез (18 [30] сентября 1817, Москва — 19 [31] октября 1854, Санкт-Петербург) — русский живописец и график французского происхождения, представитель петербургского академизма николаевской эпохи, мастер исторической и жанровой картины; ученик Петра Басина, также ассоциируемый со школой Карла Брюллова, друг скульптора Петра Ставассера. Академик Императорской Академии художеств (с 1852).

## Биография
Родился в Москве, сын армейского капитана французской службы Франца (Франсуа-Бернара) де Ладвеза (1756–1846) и его супруги Елизаветы-Розалии, урождённой Пуло (1784–1845), владевшей на Петровке фабрикой и магазином искусственных цветов. В октябре 1827 года, в возрасте десяти лет, был принят в воспитанники Императорской Академии художеств в Санкт-Петербурге; с ноября 1833 года, по достижении шестнадцатилетия, был переведён в число казённых академистов. В Академии делал быстрые успехи, и уже на экзамене в мае 1835 года получил 2-ю серебряную медаль за рисунки с натуры. Дальнейшие успехи Деладвеза побудили академическое начальство назначить его осенью 1836 года учеником к профессору П. В. Басину.
В дальнейшем Деладвез последовательно получил: 2-ю серебряную медаль в дисциплине «живопись» (за этюд «Святой Себастьян»), и две первые серебряные медали: за рисунок, и за программу — «Александр Македонский принимает лекарство от врача Филиппа».
В 1839 году Деладвез окончил Академию с аттестатом художника 14 класса. В ноябре 1846 года Деладвезу была задана программа на звание академика: «Цыганка гадает на картах молодой крестьянской девушке». Примерно тогда же он отправился в Италию, чтобы продолжить художественное образование.
Из Италии Деладвез отослал в Петербург несколько копий с картин старых мастеров и ряд собственных работ, в том числе жанровую картину «Молодая турчанка после бани» (1851; Новгородский музей-заповедник, см. галерею). Из числа копий, выполненных Деладвезом по заказам Академии художеств, сохранились три, все в музее Академии художеств в Петербурге: «Юриспруденция» (аллегорические фигуры, изображающие Мудрость, Силу и Умеренность) с оригинала Рафаэля Санти, «Низвержение Симона Волхва» с оригинала Помпео Батони и «Похищение Европы» с оригинала Паоло Веронезе.
Только в 1852 году Деладвез наконец представил в академию ранее запрошенную картину «Цыганка гадает на картах молодой крестьянской девушке», после чего в следующем году был удостоен звания академика без представления программы с формулировкой «по известным трудам… в части исторической живописи и успехам особенно примечательным, которые сделаны им в Италии».
Согласно биографической статье И. И. Лазаревского в РБС, Деладвез в своём творчестве «являлся мягким колористом и очень хорошим рисовальщиком, и только некоторая натянутость его работ вредила общему впечатлению».
Деладвез был женат на Елизавете Михайловне Рахманиновой. О её имущественном положении известно, что в 1850 году она владела собственным деревянным домом в Рязани.
Скончался Деладвез в 1854 году.

## Творческое наследие
В фондах российских музеев сохранилось сравнительно немного работ художника. Помимо упомянутых выше копий, сохранились: жанровый портрет «Нищий с клюкой» (1845; Смоленская художественная галерея) и интерьер «Посещение Николаем I депо манускриптов Публичной библиотеки» (1853; отдел рукописей Российской национальной библиотеки, см. галерею). На художественном рынке фигурировал написанный Деладвезом портрет архитектора Ивана Горностаева (1850; был продан на аукционе в 2013 году, см. галерею). 
В Русском музее в Санкт-Петербурге сохранился рисунок (неопознанный) «Учитель Академии художеств в классе», а в Третьяковской галерее в Москве — портрет живописца-баталиста и литографа Александра Козлова (итальянский карандаш, 1830-е годы) и сцена на античный сюжет (итальянский карандаш и уголь, конец 1830-х годов). Сообщается об одной литографии работы Деладвеза — «Гибель пяти лицеистов в 1855 году в бурю на лодке в Финском заливе, близ Петербурга».
В собраниях Третьяковской галереи сохранился групповой портрет Деладвеза и его академических товарищей: Петра Ставассера, Николая Рамазанова и Александра Курвуазье (итальянский карандаш и белила), исполненный в декабре 1836 года Михаилом Скотти.

## Галерея

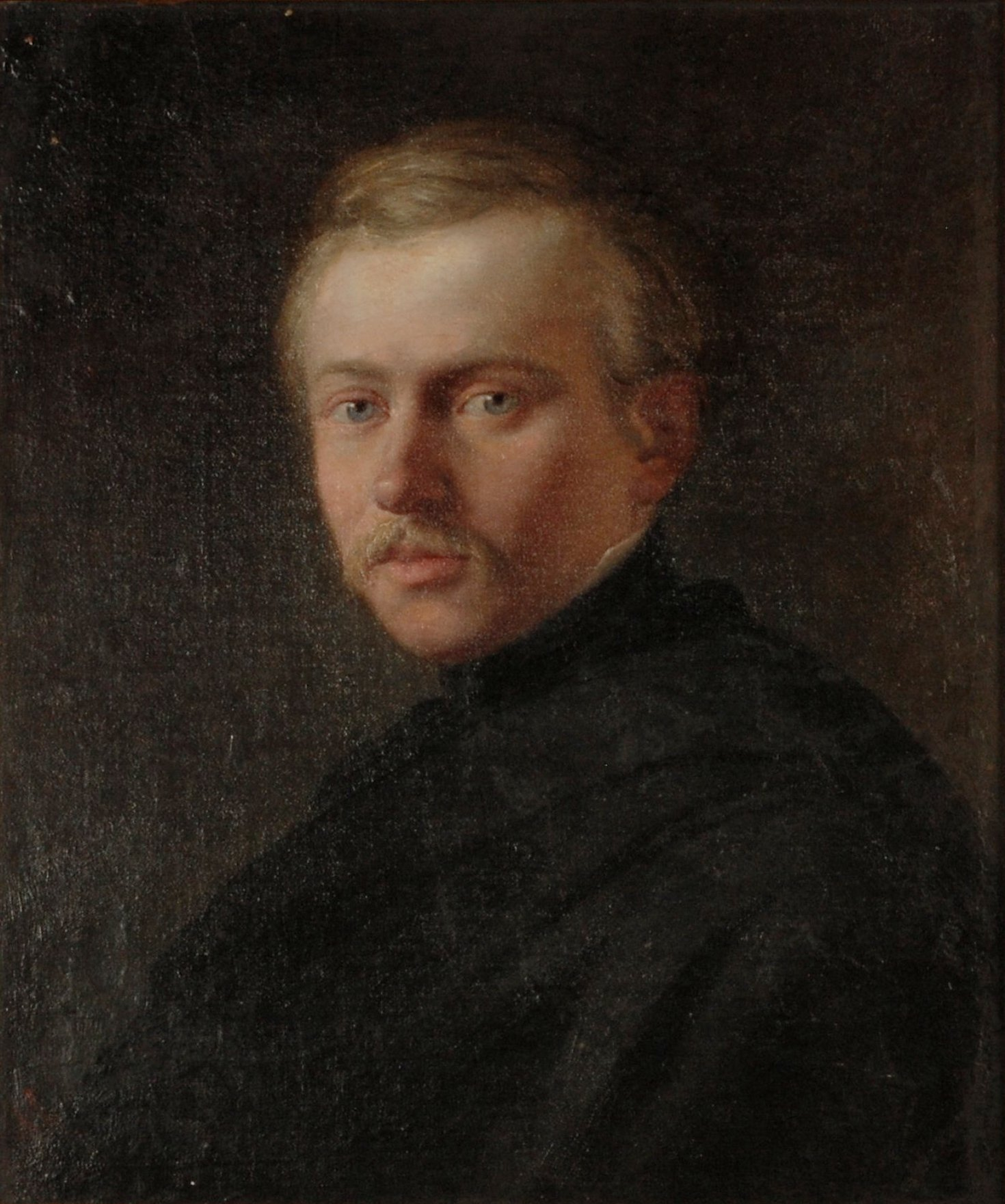
Портрет архитектора И. И. Горностаева. Около 1850.
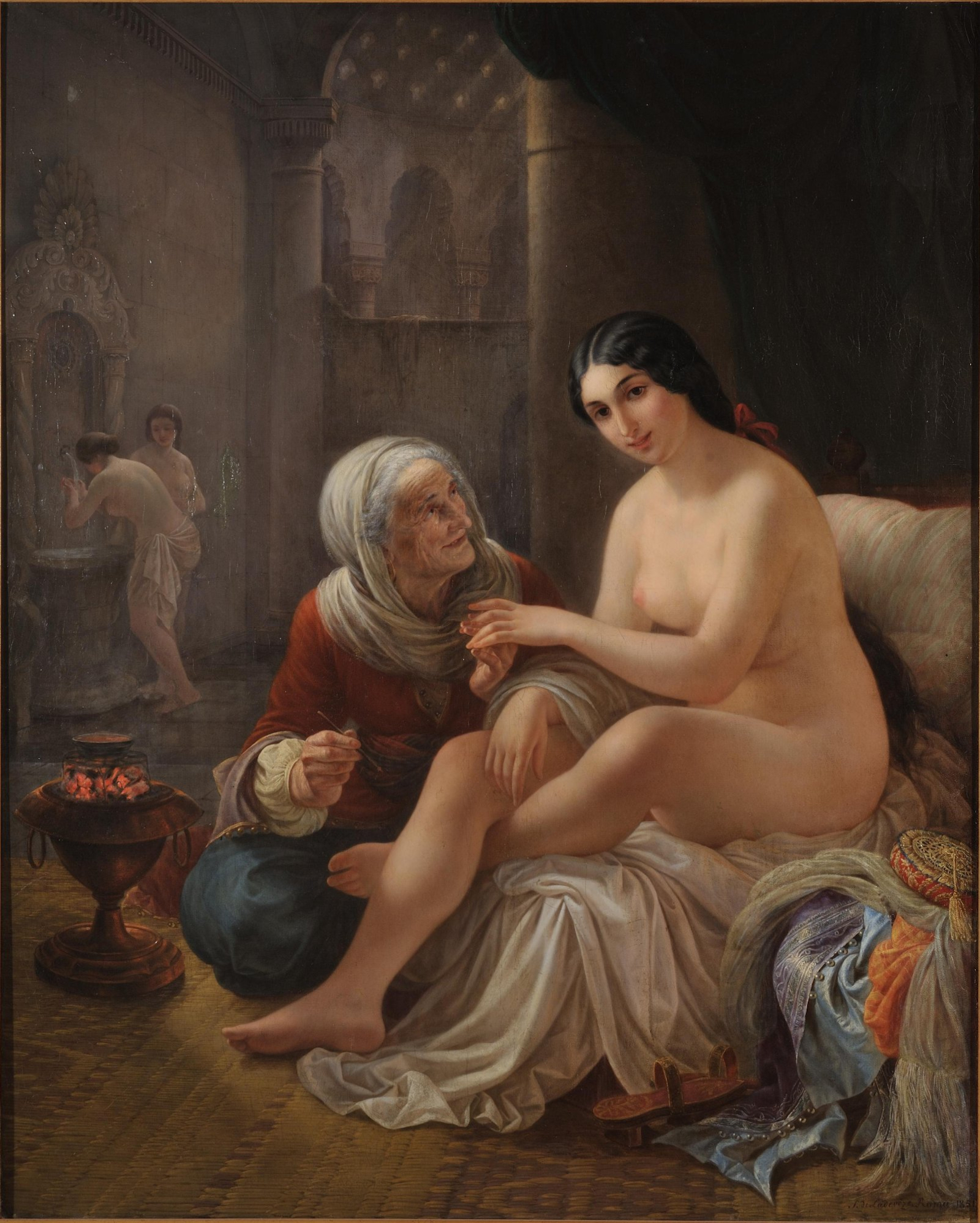
Молодая турчанка после бани. 1851
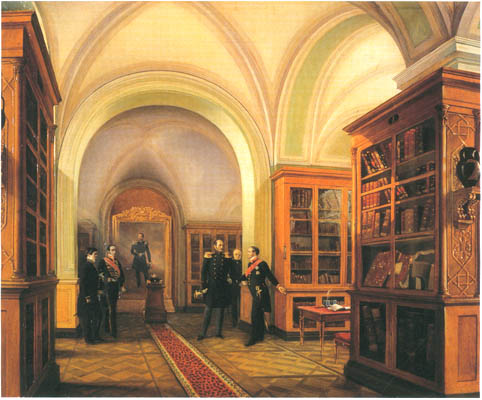
Посещение императором Николаем I Публичной библиотеки. Около 1853.